# Огору (Калараш)
Огору (рум. Ogoru) насеље је у Румунији у округу Калараш у општини Дор Марунт. Oпштина се налази на надморској висини од 52 m.

## Становништво
Према подацима из 2002. године у насељу је живело 400 становника, од којих су сви румунске националности.